# Ceropegia pubescens
Ceropegia pubescens är en oleanderväxtart som beskrevs av Wallich. Ceropegia pubescens ingår i släktet Ceropegia och familjen oleanderväxter. Inga underarter finns listade i Catalogue of Life.